# 巴朗 (阿登省)
巴朗（法語：Balan，法語發音：[balɑ̃]）是法国大東部大區阿登省的一个市镇，属于色当区。

## 地理
巴朗（49°41'20"N, 4°57'38"E）面积4.65 平方千米，位于法国大東部大區阿登省，该省份为法国北部内陆省份，西接埃纳省，南至马恩省，东临默兹省，北与比利时接壤。
与巴朗接壤的市镇（或旧市镇、城区）包括：日沃讷、努瓦耶蓬莫吉、色当、瓦德兰库尔、巴泽耶。

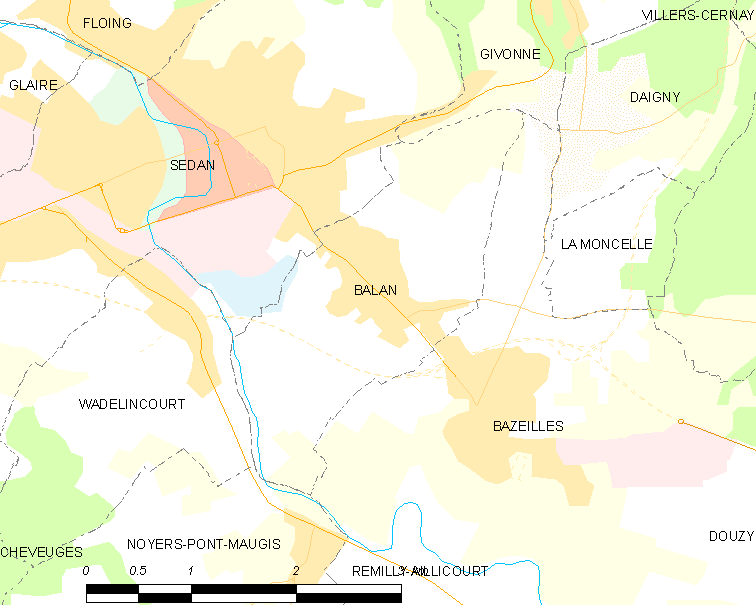
的OSM定位图

巴朗的时区为UTC+01:00、UTC+02:00（夏令时）。

## 行政
巴朗的邮政编码为08200，INSEE市镇编码为08043。

## 政治
巴朗所属的省级选区为色当第三县。

## 人口

1962-2008年间人口变化图示

巴朗于2022年1月1日时的人口数量为1596人。